# Zetterströms Varv
Zetterströms Mekaniska Verkstad & Slip är ett mindre reparationsbåtvarv i Mariehamn på Åland. Varvet är beläget drygt en kilometer uppströms från Västra hamnen.
Verksamheten grundades 1904 som en mekanisk verkstad och slip av Erik Gustav Zetterström. Verkstaden byggdes på Mariehamns Stensliperis verkstadsbyggnads gård på Havsgatan. Till fastigheten hörde både smedja och gjuteriverkstad. Eftersom verkstaden fick dålig lönsamhet stängdes den  verksamheten 1910.
Varvet låg omedelbart söder om Algots varv i västra Klinten, ett dåtida hantverksområde som kom att utvecklas till ett område för småindustrier. I området har många fartyg byggts. Syftet med varvet var främst att utföra reparationsarbeten för den åländska segelfartygsflottan. Under andra världskriget användes varvet av finländska örlogsflottan. Idag har varvet gått i arv i tre generationer och drivs som småbåtsvarv.[källa behövs] Varvsområdet har sedan 1930-talet använts för turismverksamhet. I slutet av 2010-talet hade varvet två kranar med kapacitet för upp till 16 ton och det fanns plats för förvaring av cirka 85 båtar under kortare eller längre tid.